# Abraham Johannes Muste

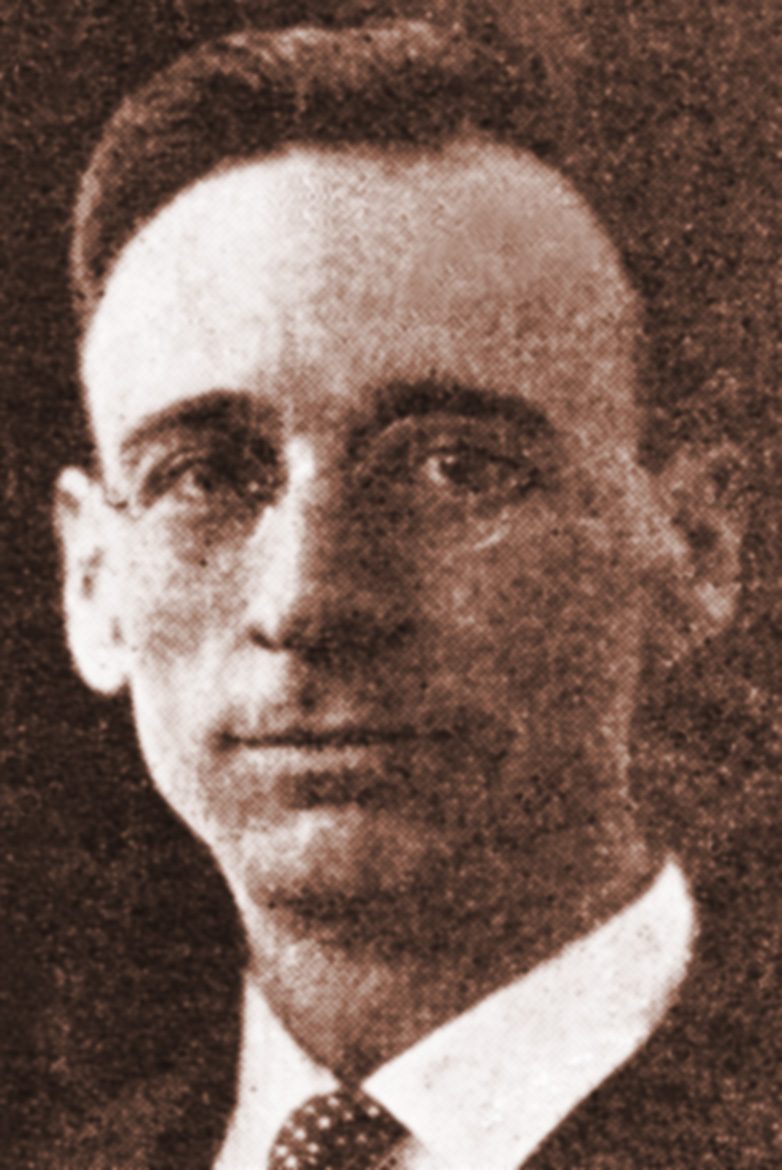
A.J. Muste (1931)

Abraham Johannes Muste, in de Verenigde Staten beter bekend als A.J. Muste (Zierikzee, 8 januari 1885 – New York, 11 februari 1967), was een Amerikaans dominee, theoloog en pacifist.

## Levensloop
Muste werd in Nederland geboren als zoon van conservatieve ouders. In 1891 emigreerde het gezin naar de Verenigde Staten van Amerika. Toen Muste elf jaar oud was, nam het gezin de Amerikaanse nationaliteit aan. Muste studeerde theologie en werd in 1909 dominee bij de Amerikaanse Dutch Reformed Church.
Oorspronkelijk weinig vooruitstrevend, kwam hij onder invloed van het socialisme en pacifisme van de American Socialist Party van Eugene Debs. In 1912 sloot Muste zich aan bij de socialistische partij en steunde de campagne voor het presidentschap van Debs bij de verkiezingen van dat jaar.
In 1914, aan de vooravond van de Eerste Wereldoorlog, trad hij als predikant af en werd pacifist. Zijn pacifisme was zonder compromis: hij verzette zich tegen iedere vorm van geweld. Muste sloot zich aan bij de International Fellowship of Reconciliation (FOR). De FOR was een groep van christelijke predikanten die zich tegen een gewelddadige oplossing voor wereldproblemen keerden (in die tijd dus tegen de Eerste Wereldoorlog).
Na de Lawrence Strike (staking) in 1919 was hij van 1921 tot 1933 directeur van Brookwood Labor College.
In de jaren 20 en 30 kwam Muste onder invloed van de leer van geweldloosheid van Mahatma Gandhi. Gandhi leerde dat men door geweldloze non-coöperatie revolutionaire veranderingen tot stand kon brengen. Daarnaast werd Muste een trotskist, een aanhanger van de in ballingschap levende Russische revolutionair Trotski. Muste bezocht Trotski in zijn ballingsoord in Noorwegen. Men heeft gesuggereerd dat Trotski en Muste een omverwerping van Stalin bespraken, maar Muste sprak dit tegen. Muste werd de leider van de trotskistische Amerikaanse Werkerspartij.
Eind jaren 30 keerde Muste terug tot het christelijk pacifisme. Hij bleef echter geloven in de noodzaak van een socialistische samenleving en in bepaalde elementen van het marxisme. In 1940 werd Muste tot voorzitter van het uitvoerend comité van de Fellowship of Reconciliation. Hij stimuleerde de oprichting van de Congress on Racial Equality, een beweging binnen de FOR die naar volledige gelijkheid van de zwarten in de VS streefde. De Congress on Racial Equality werd geïnspireerd door Mustes Gandhiaanse en christelijk pacifistische leer.
Muste verzette zich hevig tegen Amerikaanse deelname aan de Tweede Wereldoorlog.
In september 1948 preekte hij voor studenten aan de theologische academie van Chester. Een van zijn toehoorders was Martin Luther King, die direct onder de invloed kwam van Mustes interpretatie van het christendom en het pacifisme van Mahatma Gandhi.
Eind jaren 40 was Muste samen met Dorothy Day en David Dillinger oprichter van het radicale blad Direct Action. Verder was hij een belangrijke inspiratiebron voor de War Resisters League (Bond van Oorlogsweigeraars), de Committee for Nonviolent Action (Komité voor geweldloze actie), de Peacemakers en het blad Liberation.
Samen met Martin Luther King en Whitney Young was hij één der aanvoerders van de anti-oorlogscoalitie die zich tegen de Amerikaanse aanwezigheid in Vietnam keerden. In mei 1966 werd hij Zuid-Vietnam uitgezet, waar hij met Barbara Deming en Bradford Lyttle demonstreerde tegen de Vietnam-oorlog.
In 1967 overleed Abraham Muste op 82-jarige leeftijd in het St. Luke's Hospital in New York. Enkele weken voor zijn overlijden was hij voor een bezoek in Hanoi, waar hij een ontmoeting had met president Hồ Chí Minh en premier Phạm Văn Đồng.